# Вороне (Уманський район)
Вороне́ — село в Україні, у Жашківській міській громаді Уманського району Черкаської області. Розташоване на обох берегах річки Гірський Тікич за 18 км на південний схід від міста Жашків. Населення становить 1 186 осіб.

## Історія
У Вороному виявлено залишки поселення трипільської культури та курганні поховання доби ранньої бронзи і кочівників Х століття. Як свідчить аналіз топонімії краю, місцевість, де зараз знаходиться Вороне, у 11—12 століттях належала до терену, на якому перебували племена огузів-торків (від них назва річок Торч та Торчиця) та чорних клобуків.
У другій чверті 16 століття місцевість довкола сучасного Вороного становила частину великого обширу знаного в джерелах, як селища Митківці, відомі як власність браславського земянина Дмитра Базановича та його сина Богдана. Доволі великого розповсюдження (через помилкове вивчення першоджерел) набула версія про те, що селище Митківці і слід вважати сучасним Вороним, до останнього часу вважалася аксіомою. Втім, як з'ясовано, істориком Романом Захарченком назва Митківці стосується в першу чергу сучасного села Кищенці на Маньківщині (засноване саме, як Митки на однойменній річці). Із 1592 року ця місцевість стала власністю браславського старости Юрія Струса, а згодом — його дочки Ельжбети Струсевої з Коморова Калиновської. Перша згадка власне про Вороне належить до 1629–1630 рр., у яких про це поселення йдеться, як про новозасноване містечко, що вказує на заснування саме в цьому часі.
В «Сказании о населенных местностях Киевской губернии» Л. Похилевича 1864 року йдеться:

| «Вороное, село при реке Тикиче, о бразующей огромное озеро, выше села Хижны в 3-х верстах. Отдельная часть села, у степи, недавно наименована Константиновкою. Жителей обоего пола 1390. Земли считается в Вороном с Охматовым, составляющих одно имение 5916 десятин. Принадлежит Константину Рогозинскому. Чрез село пролегает большая транзитная дорога из Белой Церкви в Умань. Церковь Михайловская, деревянная, 5-го класса; земли имеет 67 десятин, построена в 1802 году на месте давнейшей»[3]. |
І дуже довго цей шлях («большая транзитная дорога») був одним із джерел заробітку для місцевих жителів, що мали своє Вороне не за село, а за містечко, проти, допустимо, Охматова. Шлях був не просто «из Белой Церкви в Умань», а з Києва на південь, до Криму і потім до Одеси, шлях проходив через село, ним і їхали торгувати (а і в селі був великий базар), і йшли пішки на прощу до Київської Лаври люди безперервно. Є свідчення, а може, легенда, що Катерина Друга у 1787 році проїхала через Вороне: «Карет було так багато, і віконця завішені, і де там була Катерина?» Ніхто її не побачив.
Потім проклали шосе до Одеси, не через Вороне. Але прочани йшли старим шляхом.
Село постраждало внаслідок геноциду українського народу, проведеного окупаційним урядом СССР 1932—1933 та 1946–1947 роках.
У Другій світовій війні 349 жителів села воювали на фронтах, з них 177 загинули, 126 нагороджені орденами і медалями. 1968 року в селі встановлено пам'ятник вічної Слави «Скорботна мати», обеліск Слави та пам'ятник на братській могилі.
У 1950 році на Гірському Тікичу споруджено гідроелектростанцію.
Станом на 1972 рік у селі мешкало 1 809 чоловік, працювали середня школа, клуб на 500 місць з широкоекранною кіноустановкою, радіовузол, 2 бібліотеки з фондом 15 тисяч книг, дільнича лікарня на 25 ліжок, аптека, дитячі ясла на 100 місць, поштове відділення, 4 магазини, їдальня, перукарня, майстерня для пошиття одягу і ветдільниця.
В селі була розміщена центральна садиба колгоспу «Авангард», за яким було закріплено 2 651 га сільськогосподарських угідь, у тому числі 2 438,7 га орної землі. Господарство вирощувало зернові і технічні культури, займалося м'ясо-молочним тваринництвом і рибництвом.

## Населення
Згідно з переписом УРСР 1989 року чисельність наявного населення села становила 1321 особа, з яких 564 чоловіки та 757 жінок.
За переписом населення України 2001 року в селі мешкали 1183 особи.

### Мова
Розподіл населення за рідною мовою за даними перепису 2001 року:
| Мова       | Відсоток |
| ---------- | -------- |
| українська | 97,22 %  |
| російська  | 2,36 %   |
| молдовська | 0,17 %   |
| білоруська | 0,08 %   |

## Сучасність
На території села функціонують загальноосвітня школа І-ІІІ ступенів, будинок культури на 500 місць, радіовузол, бібліотека, дільнична лікарня на 25 ліжок, аптека, відділення зв'язку, філія ВОБ, магазин, АТС на 51 абонента, РТВ, краєзнавчий музей. Кількість дворів — 546.

## Відомі люди

### Мешканці нагороджені орденами за трудові досягнення
- Євич Петро Іванович (1925—1994 рр.) — працював головою колгоспу, народився в с. Багва, Маньківського району. Нагороджений двома орденами Леніна (1974 та 1977), орденом Жовтневої Революції (1971) та орденом Знак Пошани (1965);
- Окоча Архип Іванович (1917—1998 рр.) — працював бригадиром тракторної бригади, народився в селі Вороне, Жашківського району. Орден Леніна 1965 р., ордени Червоної Зірки, Вітчизняної війни 1 ступеня, Вітчизняної війни 2 ступеня;
- Білан Олексій Федорович (1939—2022 рр.) — працював головним агрономом колгоспу, народився в с. Кищенці, Маньківського району. Орден Леніна 1976 рік, орден Трудового Червоного Прапора 1973 рік, орден Знак Пошани 1971 рік;
- Коваленко Фросина Павлівна — працювала дояркою, народилась с. Вороне, Жашківського району. Орден Леніна 1973 р., орден Трудового Червоного Прапора 1971 р., орден Трудової Слави ІІ ступеня 1982 р., орден Трудової Слави ІІІ ступеня 1977 р.
- Багладій Катерина Михайлівна (1939—2005 рр.) — працювала дояркою. Орден Трудової Слави ІІ ступеня, орден Трудової Слави ІІІ ступеня.
- Забудський Володимир Яковлевич (1928—1988 рр.) — працював трактористом, народився с. Охматів, Жашківського району. Орден Трудового Червоного Прапора 1972 р., орден Знак Пошани 1977 р.
- Запорожець Микола Григорович (1939 р.н.) — працював трактористом, народився с. Вороне, Жашківського району. Орден Трудового Червоного Прапора 1972 р., орден Дружби Народів 1986 р.
- Коломієць Ганна Михайлівна — працювала дояркою, народилась с. Вороне, Жашківського району. Орден Трудової Слави ІІ ступеня 1985 р., орден Трудової Слави ІІІ ступеня 1979 р.
- Коломієць Олександр Мокійович (1935—2000 рр.) — працював трактористом, народився с. Вороне, Жашківського району. Орден Знак Пошани 1974 р., орден Трудової Слави ІІІ ступеня 1981 р.
- Саранюк Василь Дем'янович (1927-200_ рр.) — працював трактористом, народився с. Вороне, Жашківського району. Орден Жовтневої Революції 1977 р., орден Трудового Червоного Прапора 1973 р.
- Смілянець Петро Федорович — працював головою сільської ради, народився с. Вороне, Жашківського району. Орден Знак Пошани 1971 р., орден Трудового Червоного Прапора 1974 р.
- Команчук Фросина Герасимівна — народилась с. Охматів, Жашківського району. Орден Знак Пошани 1971 р., орден Трудового Червоного Прапора 1977 р.
- Пелехата Наталія Філімонівна — народилась в Тальнівському районі. Орден Знак Пошани 1971 р., орден Трудового Червоного Прапора 1965 р.

### Вихідці з села, які мають наукові ступені
- Куліш Микола Полікарпович — академік, Київський національний університет імені Тараса Шевченка.
- Гладушняк Олександр Карпович — доктор, професор, Одеський технологічний університет.
- Окоча Анатолій Іванович — кандидат технічних наук, доцент, Національний університет біоресурсів і природокористування України.
- Білан Сергій Олексійович — доктор історичних наук, професор Національний університет біоресурсів і природокористування України.

## Галерея

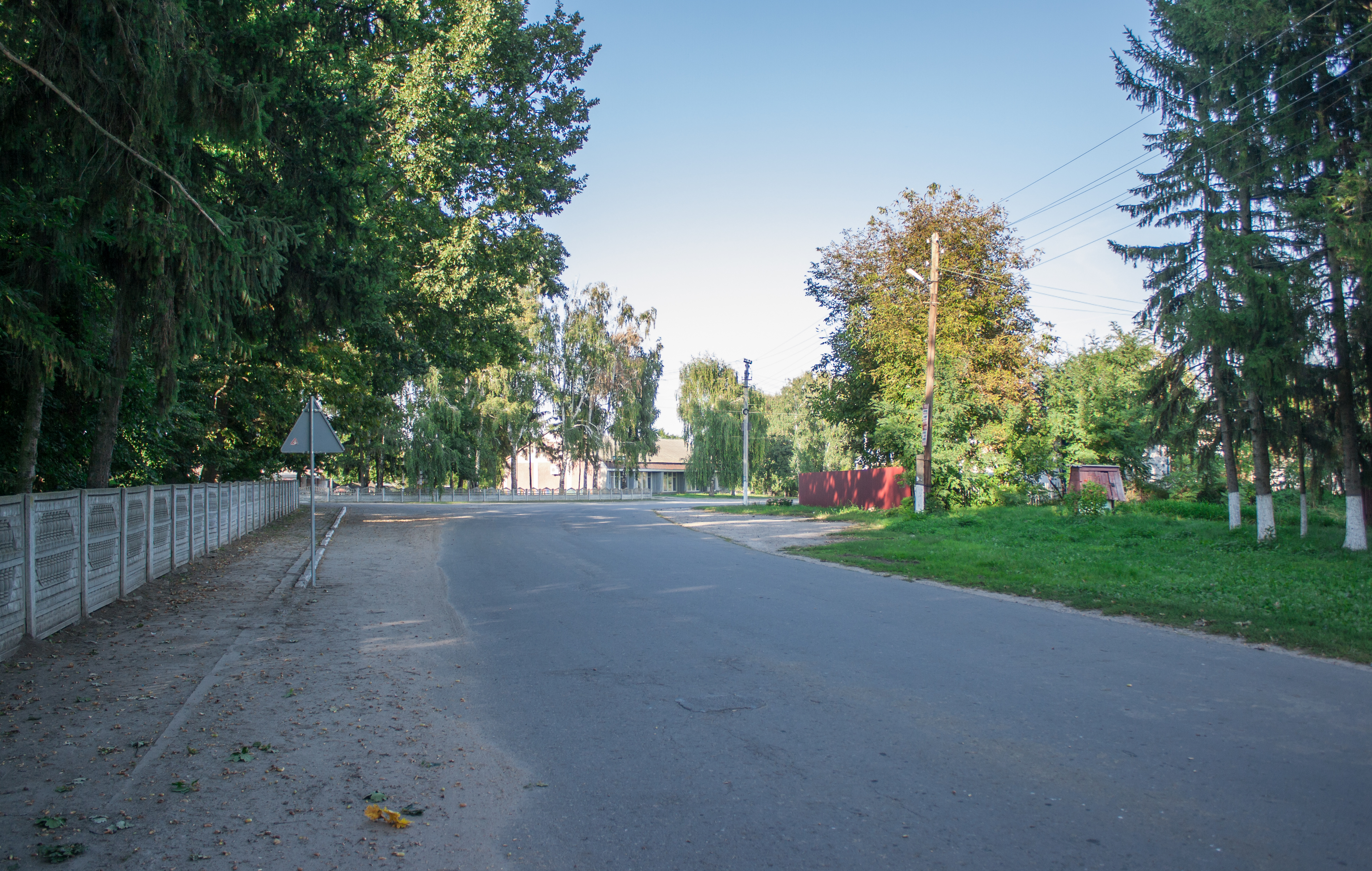
Центр села
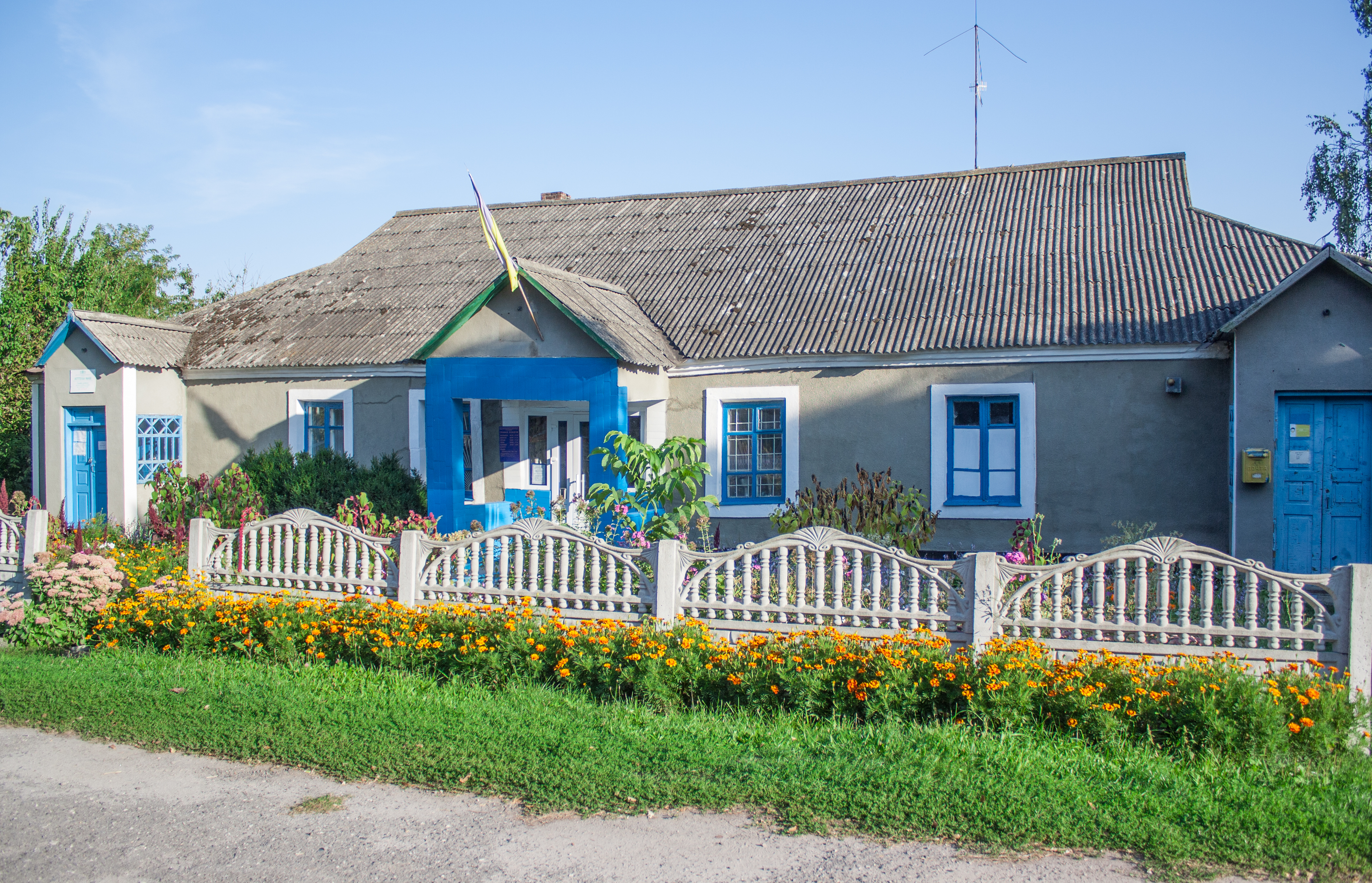
Сільська рада
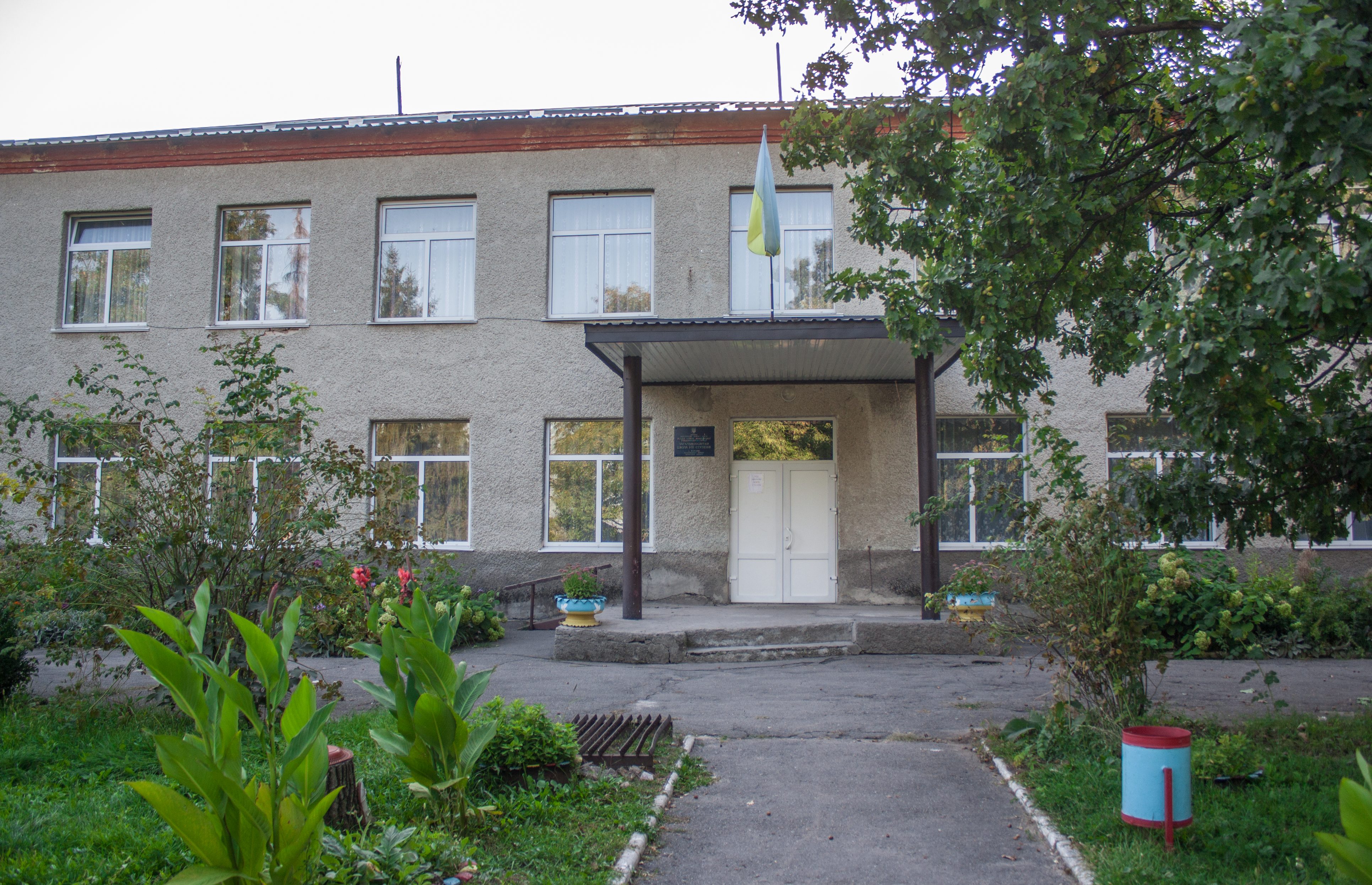
Школа
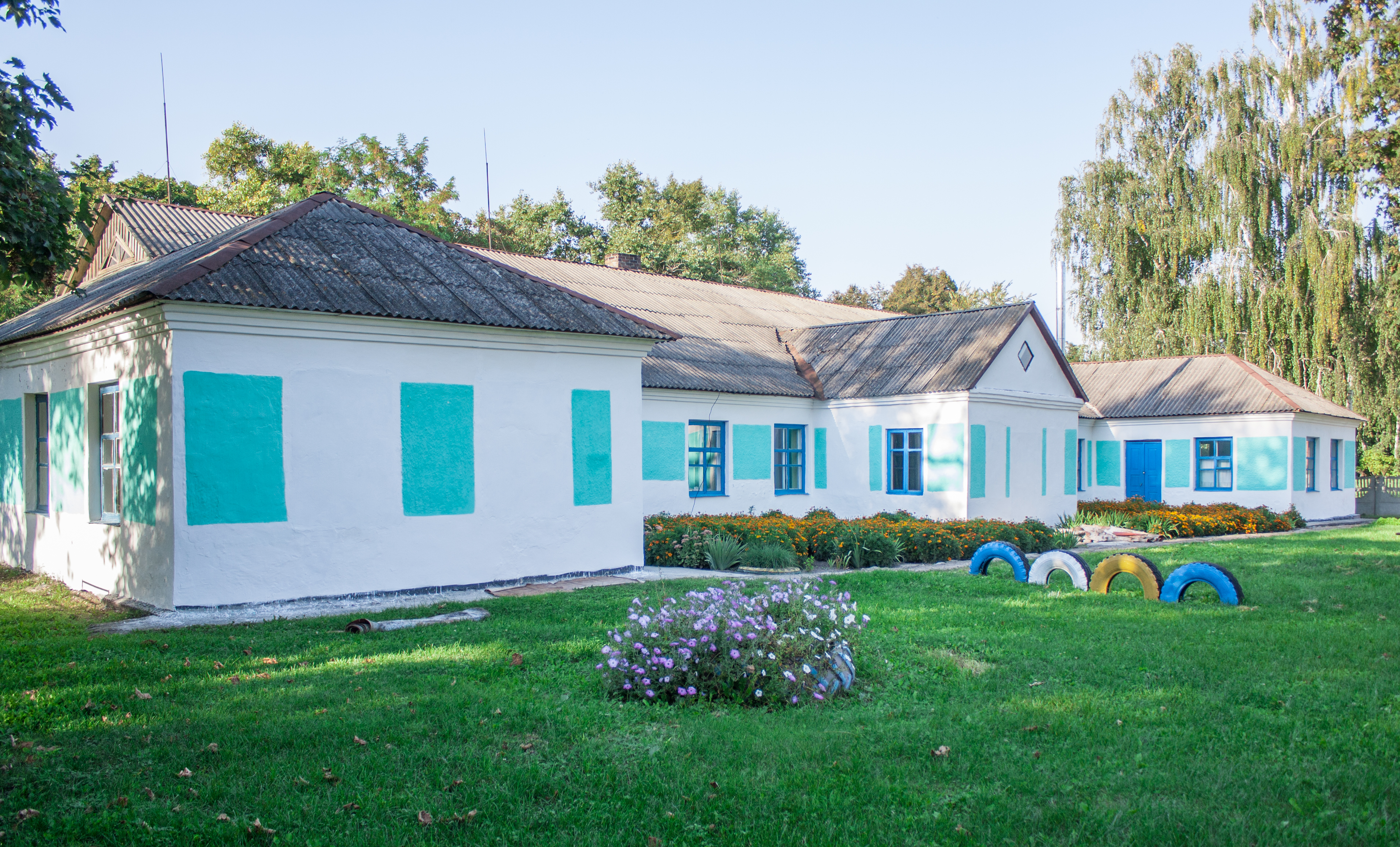
Дитсадок
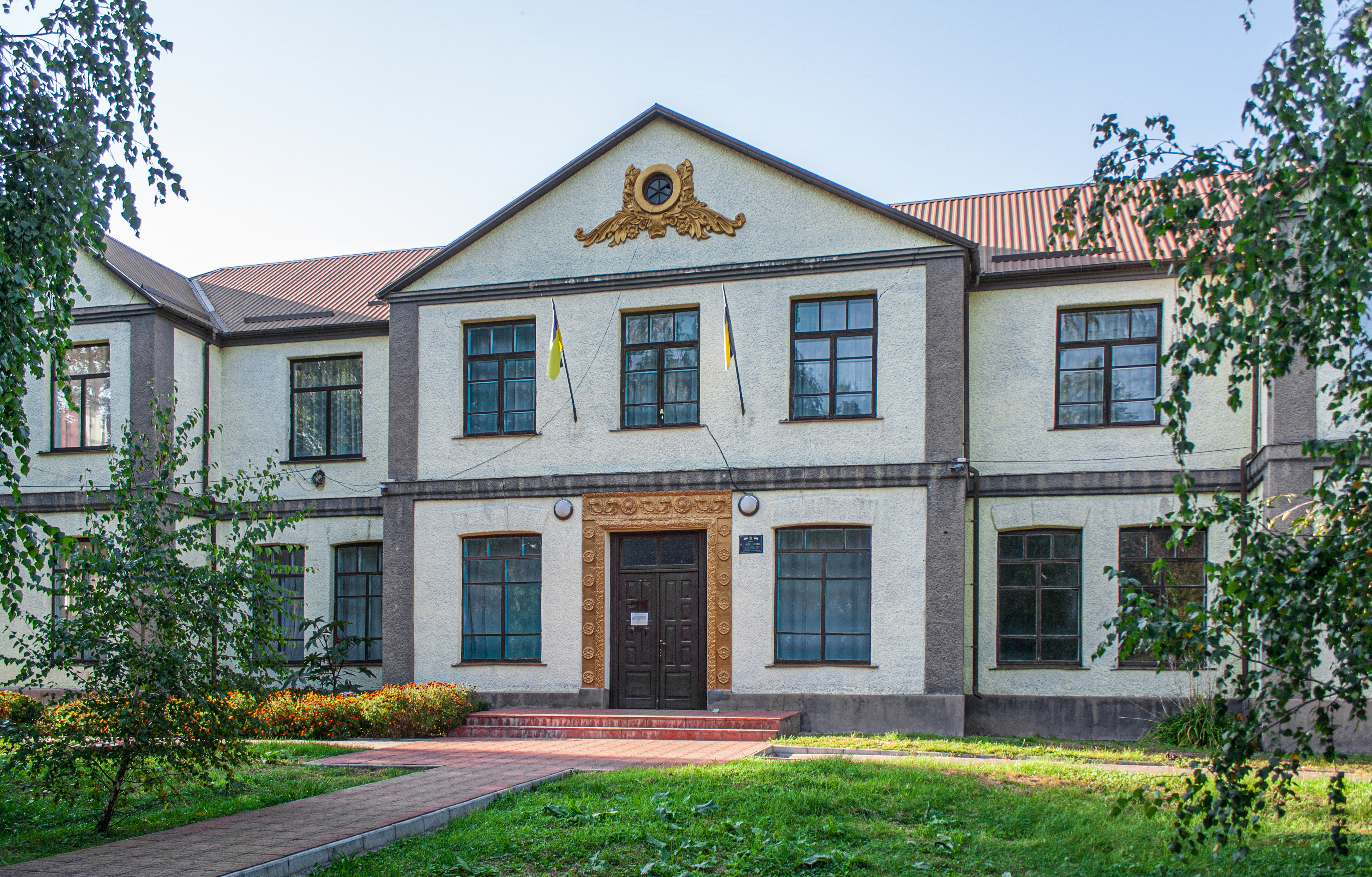
Будинок культури
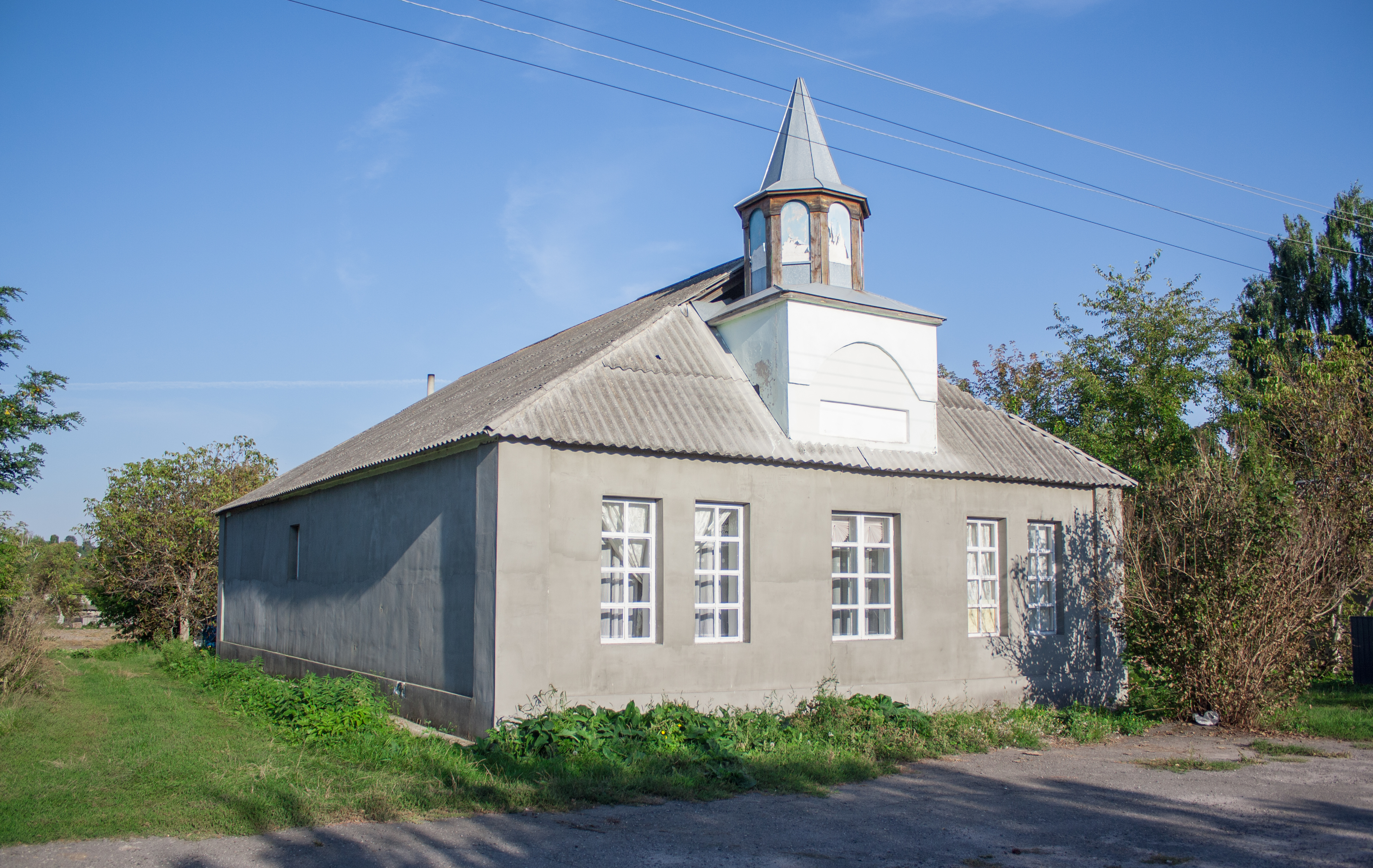
Церква
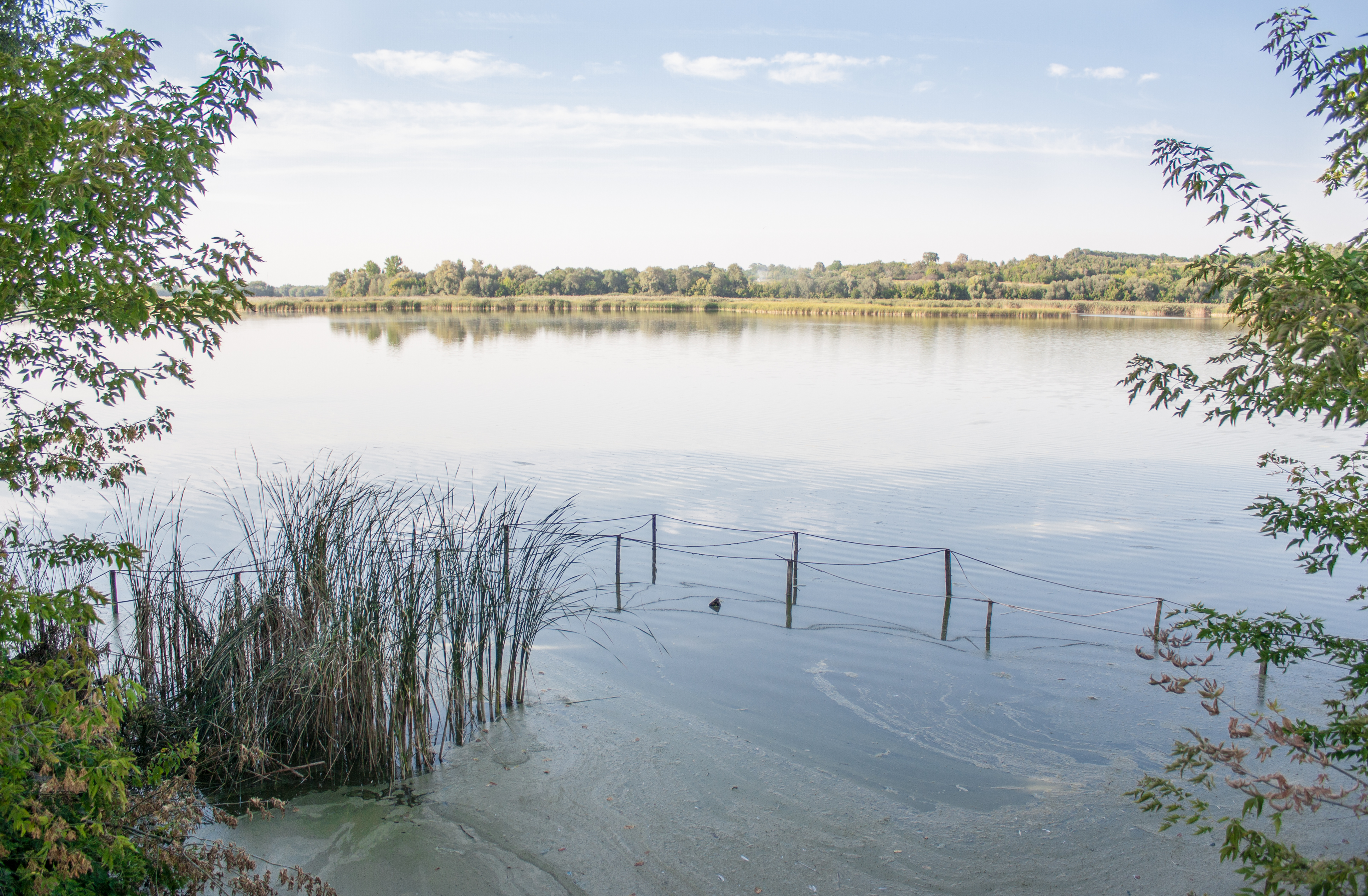
Ставок на річці Гірський Тікич
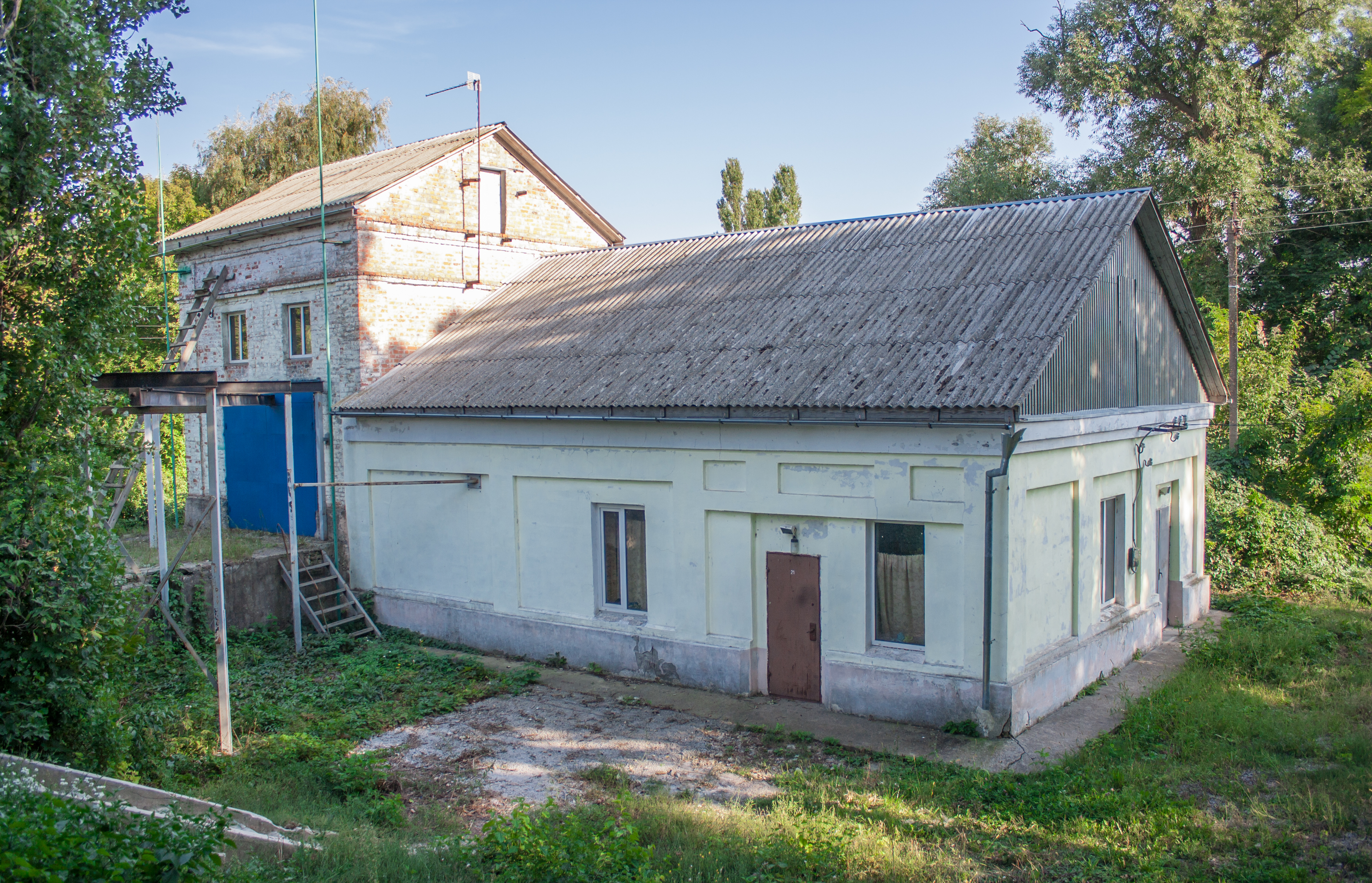
Гідроелектростанція
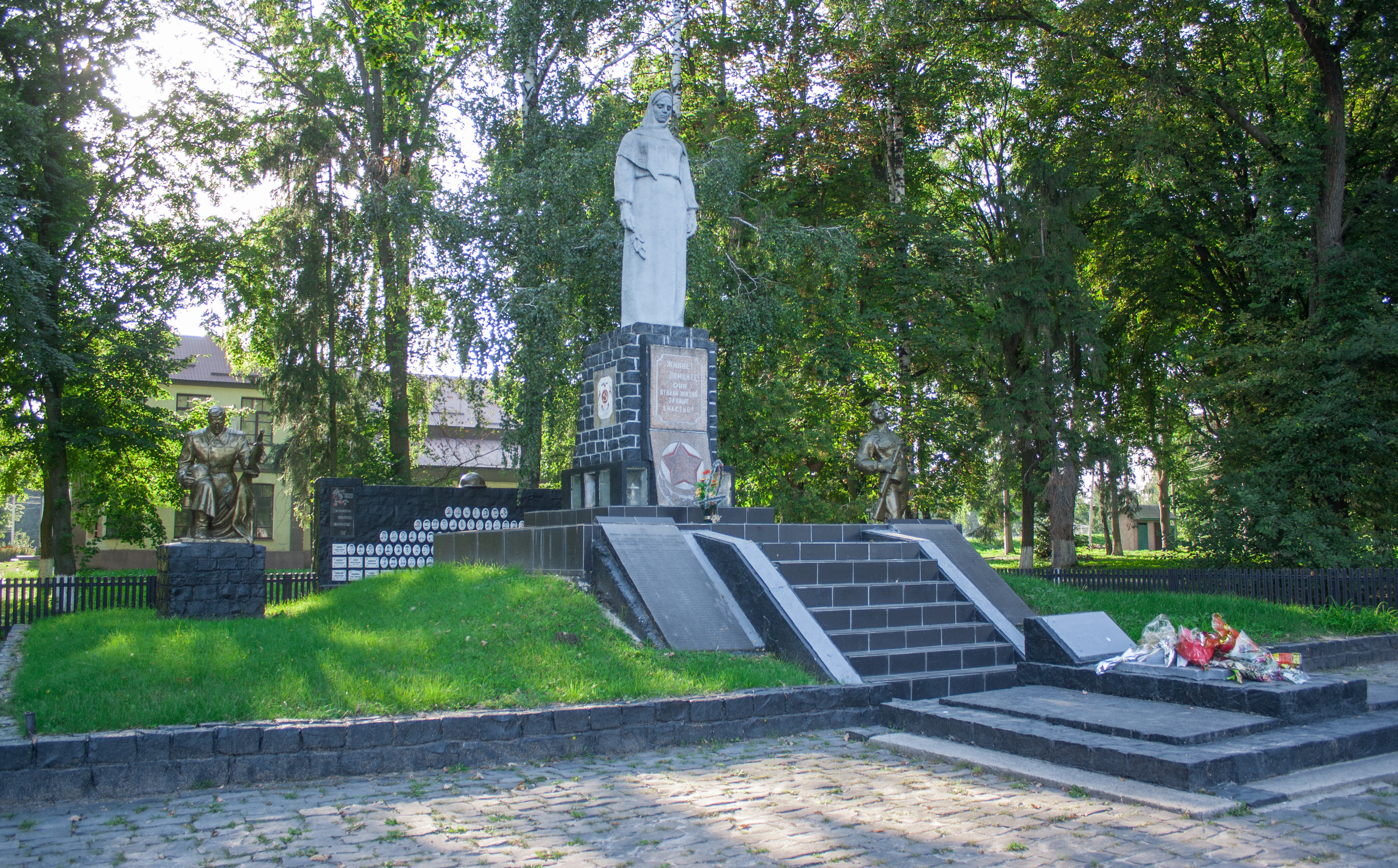
Меморіальний комплекс
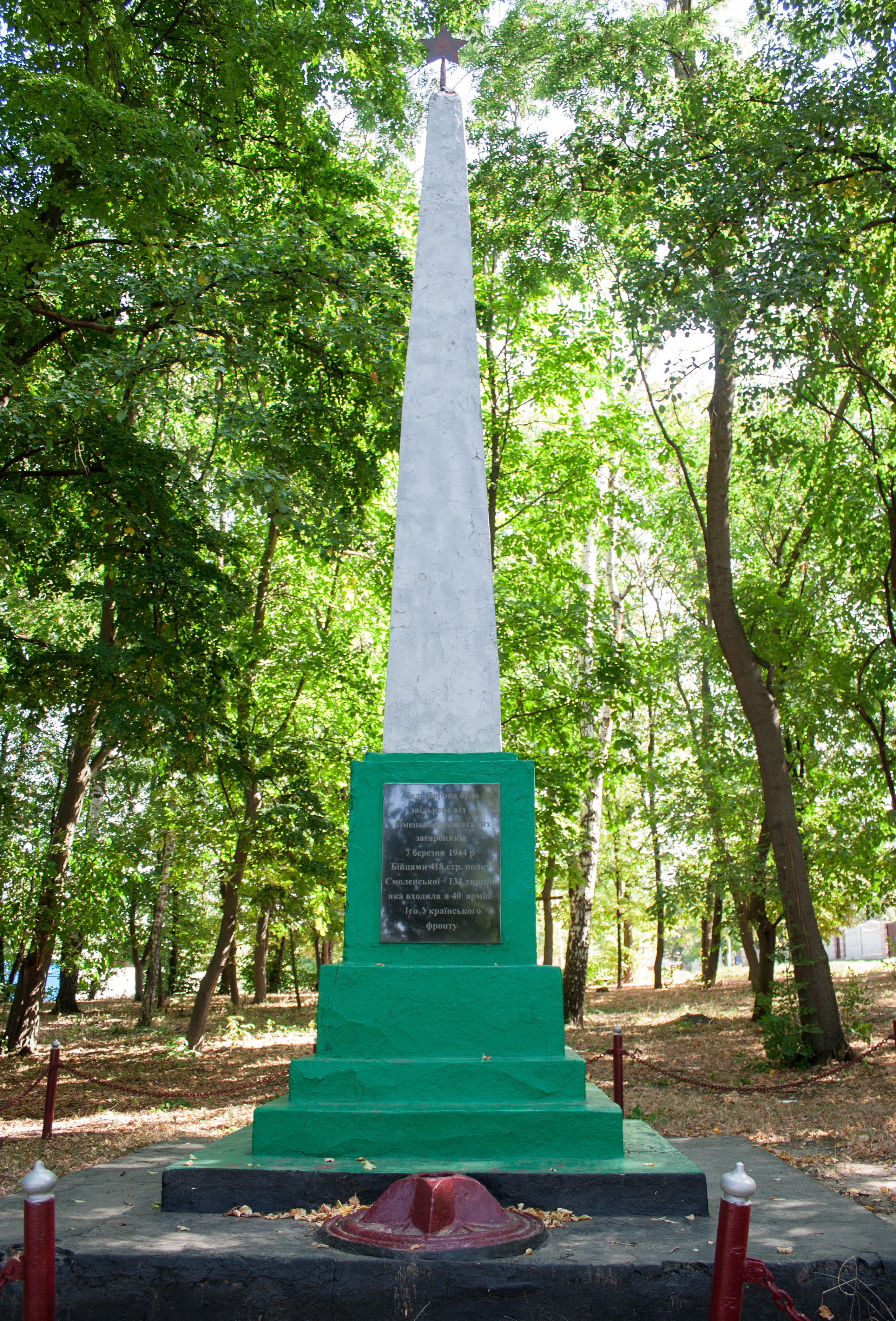
Обеліск на честь воїнів 42-ї і 74-ї стрілецьких дивізій

### Ресурси інтернету
- Вороне на who-is-who.com.ua[недоступне посилання з червня 2019]
- Instagram http://instagram.com/voroneinsta
- Вороне на who-is-who.com.ua[недоступне посилання з червня 2019]